# Csuri Ferenc
Csuri Ferenc (Budapest, 1987. április 30. –) kétszeres Európa-bajnoki bronzérmes paralimpikon úszó. 2011-ben Európa-csúcstartó 200 m pillangóúszásban. 2008 – 2012 nyári paralimpiai játékokon vett részt, úszás sportágban. A sportolói karrierjét befejezve, évekig dolgozott a Magyar Paralimpiai Bizottságban, valamint a Nemzetközi Teqball Szövetségnél. 2022. évtől a Magyar Para Boccia Szövetség Elnöke.
Munkája mellett a parasportot népszerűsíti motivációs előadásokon, sportnapokon, rendezvényeken. 

## Sporteredményei
- 2006 Világbajnokság (Durban) 50 m gyorsúszás 5. hely
- 2008 Paralimpia (Peking) 100 m pillangóúszás 7. hely
- 2009 Európa-bajnokság (Reykjavik) 100 m gyorsúszás 3. hely, 100 m pillangóúszás 3. hely
- 2010 Világbajnokság (Eindhoven) 200 m vegyesúszás 5. hely
- 2011 Európa csúcstartó 200 m pillangó úszásban
- 2012 Paralimpia (London) 200 m vegyesúszás 8. hely
- 2013 Világbajnokság (Montreal) 100 m pillangóúszás 7. hely
- 2014 Európa-bajnokság (Eindhoven) 50 m gyorsúszás 5. hely illetve 100 m pillangó 5. hely
- 2015 Világbajnokság (Glasgow) 100 m pillangóúszás 8. hely
- 2016 Európa-bajnokság (Madeira) 100   m pillangóúszás 8. hely

## Sportpályafutása
7 évesen egy balesetben elvesztette jobb karját, ezután kezdte először terápiás jelleggel az úszás sportot. 
Korán kiderült tehetsége az úszásban, így a 2000-es évek elejétől a paraúszás versenyeken már mint versenyző vett részt. 
2006-tól 2016-ig az összes világversenyen döntőt tudott úszni. 
Magyarországot kétszer képviselte Paralimpián. 200 m pillangó úszásban Európa-csúcstartó, többszörös érmes.

## Sportvezetőként
- 2013 – A Magyar Paralimpiai Bizottság munkatársa.
- 2017 – A Magyar Para Boccia válogatott szövetségi kapitánya.
- 2018 – A Magyar Para Asztalitenisz Bizottság Elnöke.
- 2022 – A Magyar Para Boccia Szövetség Elnöke
- 2023 – Alapítvány a Parasport Jövőjéért kuratórium tagja.
- 2024 - Czakó Utcai Sport-ès Szabadidőközpont(Budapest I.ker)-Igazgató

## Díjai, elismerései
- 2009 – K&H Bank Év Para Sportolója díj
- 2010 – Ferencvárosi TC Év Paraúszója